# Jagdgeschwader 141
Das Jagdgeschwader 141 war ein Verband der Luftwaffe der Wehrmacht vor dem Zweiten Weltkrieg.

## Geschichte
Die I. Gruppe des Jagdgeschwaders 141 bildete sich am 1. November 1938 aus der II. Gruppe des Jagdgeschwaders 132 in Jüterbog-Damm (Lage). Zeitgleich wurde eine II. Gruppe aus der umbenannten III. Gruppe des Jagdgeschwaders 132 in Fürstenwalde (Lage) aufgestellt. Ein Geschwaderstab oder weitere Gruppen existierten nicht. Die beiden Gruppen waren mit der Messerschmitt Bf 109D ausgestattet.
Am 1. Januar 1939 firmierte die I. und die II. Gruppe in die I. und II. Gruppe des Zerstörergeschwaders 141 um. Damit hatte das Geschwader aufgehört zu bestehen.

## Gruppenkommandeure
I. Gruppe
- Hauptmann Joachim-Friedrich Huth (1896–1962), 1. November 1938 bis 1. Januar 1939[5]

II. Gruppe
- Major Ernst Bormann (1897–1960), 1. November 1938 bis 1. Januar 1939

## Bekannte Geschwaderangehörige
- Joachim-Friedrich Huth (1896–1962) war von 1957 bis 1961 als Generalleutnant der Luftwaffe der Bundeswehr, Kommandierender General der Luftwaffengruppe Süd